# No Pain No Gain
Pour plus de détails, voir Fiche technique et Distribution.
No Pain No Gain, ou Coup musclé au Québec, (Pain and Gain) est une comédie d'action américaine réalisée par Michael Bay et sortie en 2013. Le film met en vedette Mark Wahlberg, Tony Shalhoub, Anthony Mackie et Dwayne Johnson.
Le film suit Daniel Lugo (Mark Wahlberg) qui vit à Miami. Il est entraîneur personnel dans un centre de fitness appelé le « Sun Gym ». Pour Daniel, la forme physique est la chose la plus importante qui soit. Mais son existence ne lui plaît plus et il veut pouvoir accéder à une vie meilleure. Il prépare alors un plan pour dépouiller de tous ses biens l'un de ses clients, un riche homme d'affaires appelé Victor Kershaw (Tony Shalhoub). Pour l'aider dans son entreprise, Daniel va demander de l'aide à deux amis : Adrian Doorbal (Anthony Mackie) et Paul Doyle (Dwayne Johnson). Ensemble, ils vont voler toutes les possessions de Victor Kershaw. Mais cela ne leur suffira pas. Le succès de leur plan les conduira à reproduire leur opération sur d'autres victimes, sans savoir que cela les entraînera dans des péripéties à la fois loufoques et violentes.
Basé sur une histoire vraie et inspiré d'articles de presse parus dans le Miami New Times, le film revient sur les aventures criminelles du « Sun Gym Gang », qui s'est rendu célèbre entre octobre 1994 et juin 1995,,.

## Synopsis
En 1994, l'ex-détenu et culturiste Daniel « Dany » Lugo est embauché par le propriétaire de Sun Gym, John Mese, en tant que manager. Lugo se lie d'amitié avec l'entraîneur et culturiste Adrian Doorbal, rendu impuissant à cause des stéroïdes. Il envie les revenus et le style de vie de Victor Kershaw, un membre qu'il commence à former. Inspiré pour être un "faiseur" par un conférencier motivateur, Lugo prévoit d'extorquer Kershaw pour ses actifs. Il recrute Doorbal et manipule Paul Doyle, un autre ex-détenu et chrétien né de nouveau aux prises avec la consommation de drogue, pour qu'il joue aveuglément le jeu.
Le "gang Sun Gym" kidnappe Kershaw, l'emmenant dans un petit entrepôt. Bien que Kershaw identifie Lugo, le stratagème se déroule comme prévu. Sous la contrainte, Kershaw passe des appels pour fournir des explications sur sa disparition et transfère ses avoirs à Lugo. Mese est soudoyé pour légaliser des documents en l'absence de Kershaw. Après avoir collecté l'argent et les actifs de Kershaw, le gang tente de tuer Kershaw. Ils mettent en scène un accident de conduite en état d'ébriété, brûlent sa voiture puis l'écrasent.
Les membres du gang se gâtent avec les richesses de Kershaw. Lugo prend en charge la voiture et la maison de Kershaw et commence à s'imposer à la communauté locale ; Doorbal épouse Robin, l'infirmière traitant son impuissance ; Doyle, après avoir agressé un prêtre pour lui avoir fait des avances homoérotiques, abandonne ses contraintes, gaspillant son argent sur la cocaïne et sa nouvelle petite amie strip-teaseuse.
À l'insu du gang, Kershaw survit et est hospitalisé. Il informe la police, qui rejette son histoire en raison des manières de Kershaw, de son taux d'alcoolémie et du fait qu'il vient d'un pays sud-américain connu pour le trafic de drogue. Kershaw contacte Ed Du Bois, III, un détective privé à la retraite, qui avertit Kershaw de quitter l'hôpital. Kershaw suit son conseil et se cache dans un motel bon marché. Du Bois suit le gang et rencontre Lugo, qui devient méfiant à la mention de Kershaw.
Après que Kershaw ait furieusement appelé Mese à propos de son argent volé, le gang identifie le motel dans lequel il séjourne. Ils vont le tuer, mais il a déjà quitté. Ils découvrent le lien de Du Bois avec Kershaw et prévoient de le kidnapper, mais le plan échoue.
Doyle et Doorbal, ayant fait faillite après des dépenses excessives, planifient un autre enlèvement avec Lugo. Ils ciblent Frank Griga, propriétaire d'une opération sexuelle par téléphone. Ils attirent Griga et sa femme Krisztina Furton chez Doorbal pour proposer un plan d'investissement. La discussion s'interrompt lorsque Griga souligne qu'il ne fait pas confiance à Lugo et à ses amis en raison de leur manque évident de connaissances sur la gestion d'une entreprise, et une bagarre physique s'ensuit. L'un des poids de Doorbal tombe sur la tête de Griga et le tue; Doorbal tue accidentellement Krisztina en lui donnant une overdose de tranquillisant dans le chaos.
Ils démembrent les corps et les jettent dans un marais. Doyle, perturbé par toute cette violence, quitte le gang et retourne à l'église du prêtre. La police apprend les disparitions de Griga et Krisztina et, avec des preuves de Du Bois, prévoit d'arrêter le gang Sun Gym.
La police arrête Doyle à l'église, Doorbal chez lui et Mese au Sun Gym. Lugo s'enfuit dans le hors-bord de Kershaw. En déduisant son geste, la police se précipite dans une banque de Nassau, aux Bahamas, pour le surprendre en train de tenter de voler le reste de l'argent de Kershaw, qu'il a transféré sur un compte offshore au cas où quelque chose se produirait. Lugo s'éclipse à nouveau, mais se fait écraser par Kershaw et est finalement arrêté.
Au procès, Doyle fait des aveux complets incriminant Doorbal et Lugo ; Robin, après avoir découvert les activités criminelles de son mari, témoigne également contre Doorbal. Lugo et Doorbal sont condamnés à mort. Doyle et Mese sont condamnés à 15 ans. Doyle a servi 7 ans et s'est reconverti au christianisme tandis que Mese est mort en prison.

## Fiche technique
Sauf indication contraire, les informations mentionnées dans cette section peuvent être confirmées par la base de données cinématographiques IMDb,  présente dans la section « Liens externes ».
- Titre original : Pain and Gain
- Titre français : No Pain No Gain
- Titre québécois : Coup musclé
- Réalisation : Michael Bay
- Scénario : Christopher Markus et Stephen McFeely, d'après les articles de Pete Collins parus dans le Miami New Times
- Musique : Steve Jablonsky
- Direction artistique : Sebastian Schroder
- Décors : Jeffrey Beecroft
- Costumes : Colleen Kelsall et Deborah Lynn Scott
- Photographie : Ben Seresin
- Montage : Joel Negron
- Production : Ian Bryce, Donald De Line (en) et Michael Bay

Production exécutive : Scott Gardenhour
- Sociétés de production : Paramount Pictures et De Line Pictures
- Société de distribution : Paramount Pictures
- Budget : 26 millions $
- Pays de production :  États-Unis
- Langue originale : anglais
- Format : couleurs - 35 mm - 2,35:1 - son Dolby Digital
- Genre : action et comédie dramatique
- Durée : 129 minutes
- Dates de sortie[6] :
  - États-Unis : 26 avril 2013
  - France : 11 septembre 2013
- Classification[7] :
  - États-Unis : R
  - France : interdit aux moins de 12 ans

## Distribution
- Mark Wahlberg (VF : Bruno Choël ; VQ : Patrice Dubois) : Daniel « Dany » Lugo
- Dwayne Johnson (VF : David Krüger ; VQ : Benoît Rousseau) : Paul Doyle
- Anthony Mackie (VF : Jean-Baptiste Anoumon ; VQ : Benoit Éthier) : Adrian Doorbal
- Tony Shalhoub (VF : Michel Papineschi ; VQ : Manuel Tadros) : Victor Kershaw
- Ed Harris (VF : Patrick Floersheim ; VQ : Éric Gaudry) : Ed DuBois III
- Rob Corddry (VF : Cédric Ingard ; VQ : Frédéric Desager) : John Mese
- Bar Paly (VF : Aliona Kourepov ; VQ : Magalie Lépine-Blondeau) : Sorina Luminita
- Michael Rispoli (VF : Michel Mella ; VQ : François L'Écuyer) : Frank Griga
- Rebel Wilson (VF : Edwige Lemoine) : Robin Peck
- Ken Jeong (VF : Stéphane Miquel ; VQ : Nicolas Charbonneaux-Collombet) : Johnny Wu
- Keili Lefkovitz (VF : Aurore Bonjour ; VQ : Isabelle Leyrolles) : Krisztina Furton
- Vivi Pineda : l'inspecteur Haworth
- Tony Plana (VF : François Dunoyer) : le capitaine George Lopez
- Emily Rutherfurd (en) : Cissy DuBois
- Kurt Angle : Benjamin Rowe
- Wladimir Klitschko : un client
- Peter Stormare : Dr Bjornson
- Larry Hankin : Pasteur Randy
- Yolanthe Sneijder-Cabau : Analee Calvera
- Nikki Benz : une strip-teaseuse
- Nomi Fernandes (en) : la strip-teaseuse seins nus avec le string rose clair

Source et légende : Version française (VF) sur RS Doublage et AlloDoublage ; Version québécoise (VQ) sur Doublage.qc.ca

## Production

### Genèse et développement
Le scénario s'inspire d'une série d'articles parus dans Miami New Times en 1994 et 1995 et relatant les agissements criminels du « Sun Gym Gang ». Après de nombreux blockbusters (notamment trois films Transformers), Michael Bay revient à un film au budget bien plus modeste, son plus petit depuis sa première réalisation Bad Boys (1995). Ce projet lui tenait à cœur depuis 2000 mais il l'avait mis de côté plusieurs fois.
Pour ce film, Michael Bay cite comme influences les films des années 1990 des frères Coen et Quentin Tarantino : « No Pain No Gain est un mélange entre Fargo et Pulp Fiction. C’est une comédie noire. »

### Attribution des rôles
Pour le rôle de Victor Kershaw (inspiré de Marc Schiller), le premier choix était Albert Brooks mais un accord n'a pas pu être trouvé et John Turturro est engagé. Il déclinera l'offre pour conflit d'emploi du temps et Tony Shalhoub sera finalement choisi.
Plusieurs véritables sportifs apparaissent dans le film : Kurt Angle, Wladimir Klitschko et Vitaly Zdorovetskiy.

### Tournage
Le tournage a lieu d'avril à juin 2012. Il se déroule à Miami en Floride. En raison du budget limité, une maison appartenant à Michael Bay est utilisée pour celle de Frank Griga.

## Accueil

### Critiques
Dès sa sortie en salles, No Pain No Gain a reçu un accueil critique mitigé dans les pays anglophones, obtenant 49 % d'avis positifs sur le site Rotten Tomatoes, (basé sur cent-soixante-quatorze commentaires collectés), et une note moyenne de 5,4⁄10, ainsi qu'un score de 45⁄100 sur le site Metacritic, (fondé sur quarante-deux commentaires collectés). Toutefois, le film est bien jugé en France, obtenant une note moyenne de 3.1⁄5 sur le site AlloCiné, (basé sur vingt-trois commentaires collectés).

### Box-office
No Pain No Gain a rencontré un certain succès commercial, totalisant 86 175 291 $ de recettes au box-office mondial, dont 49 875 291 $ rien qu'aux États-Unis, pour un budget de production de 26 000 000 $. Il s'agit du premier film de Michael Bay à ne pas atteindre le seuil des 100 000 000 $ de recettes mondiales. En France, le film a totalisé 327 085 entrées, devenant le premier film du réalisateur à ne pas atteindre le million d'entrées, score habituel de Bay.
| Pays ou région    | Box-office      | Date d'arrêt du box-office | Nombre de semaines |
| ----------------- | --------------- | -------------------------- | ------------------ |
| États-Unis Canada | 49 875 291 $    | -                          | -                  |
| France            | 327 085 entrées | -                          | -                  |
| Total mondial     | 86 175 291 $    | -                          | -                  |

## Distinctions

### Nominations
- Festival du cinéma américain de Deauville 2013 :
  - Hors compétition, sélection « Premières »
- Village Voice Film Poll 2013 : 
  - Pire film
  - Meilleur second rôle masculin pour Dwayne Johnson

## Analyse

### Anachronismes
- L'un des protagonistes roule en Plymouth Prowler, sortie en 1997, alors que le film se déroule entre 1994 et 1995[19].
- On peut apercevoir une manette de GameCube chez Adrian Doorbal (quand Lugo tue Griga). La GameCube est sortie en 2001[19].
- Certains policiers utilisent un viseur holographique EOtech HWS 552, qui n'a été présenté et commercialisé qu'à partir de 1996.

### Rapport avec les faits réels
L'article de Francisco Alvarado, du Miami New Times Pain & Gain relate la véritable histoire du "Sun Gym Gang (en)" (4 avril 2013) et détaille l'ensemble des exactions commises par les membres du gang.
De plus, la Florida State Commission on Capital Cases publia et mit régulièrement à jour les résumés du procès, les informations judiciaires et les informations sur les infractions, les condamnations pénales et les développements juridiques et carcéraux après le procès pour les accusés. Cette information fut mise en ligne, en corrélation avec celle du Department of Corrections de Floride, du Prison Offender Network, qui publia régulièrement des renseignements à jour sur les détenus et le Death Row Roster.
Les différents membres du groupe furent condamnés, aux peines suivantes:
- Adrian Doorbal, né le 21 décembre 1971, condamnation à mort reçue le 31 août 1998 ;
- Daniel Lugo, né le 4 juin 1963, condamnation à mort reçue le 31 août 1998 ;
- John Mese : Mese fut inculpé le 2 octobre 1996 pour l'enlèvement, l'extorsion et les meurtres de Franck Griga et l'enlèvement de Marc Schiller. Le 20 juillet 1998, Mese fut condamné à 56 ans d'emprisonnement pour l'enlèvement et l'extorsion de M. Schiller. L'État a interjeté de la sentence devant la Cour d'appel du district de Floride. Le 15 janvier 2003, Mese a été condamné à 30 ans d'emprisonnement pour motif de complot en vue de commettre un racket et en 2004, Mese est décédé d'un accident vasculaire cérébral en prison ;
- John Raimondo : Raimondo a été inculpé le 2 octobre 1996 sur un chef d'accusation de complot en vue de commettre un racket, meurtre au premier degré (Furton), enlèvement (Furton) et tentative d'extorsion l'État a refusé de le poursuivre pour toutes les accusations, à l'exception de l'enlèvement, et Raimondo fut reconnu coupable et condamné à huit ans d'emprisonnement pour crimes ;
- Jorge Delgado : en échange de son témoignage, Delgado fut condamné à deux peines de prison de 15 et 5 ans, pour son rôle dans les meurtres de Griga et Furton et la tentative de meurtre de Schiller.

En 1994, Sun Gym est un club de fitness très prisé par les amateurs. Manager du club, Daniel Lugo engage à mi-temps au club de gym son ami, Noel "Adrian" Doorbal, originaire de Trinidad. Tout en prodiguant leurs conseils à leur clientèle, les deux s'associent dans une arnaque à la sécurité sociale par le biais de fausses sociétés de conseils médicaux par téléphone.
À l'été 1994, le chemin de Carl Weekes croise celui des deux culturistes véreux. Originaire de la Barbade, Weekes arrive de New York, et il a un casier judiciaire lourd : pour lutter contre ses démons, il se jette à cœur perdu dans le Christianisme. Weekes se nourrit parfois grâce à des bons alimentaires. Il a un besoin urgent de boulot. En octobre 1994, Lugo demande à Weekes ainsi qu'à Doorbal s'ils sont intéressés pour se faire 100 000 $. Lugo leur fait croire qu'un homme d'affaires louche, Marc Schiller, lui a non seulement volé 100 000 $, mais qu'en plus ce dernier a extorqué pas moins de 200 000 $ à un autre membre du Club, un certain Jorge Delgado. En fait, ce dernier est en réalité un complice de Lugo, et associé en affaires de Schiller. Le plan est simple : enlever Schiller et lui faire avouer qu'il a volé de l'argent et le forcer à le rendre, prendre tout ce qu'il possède, sa maison comme son argent, ses placements financiers à l'étranger, sa voiture.
Schiller finit par céder. Le gang cherche alors à se débarrasser de lui en faisant passer son assassinat pour un accident de la route ; il survit miraculeusement à ses blessures. Vivant caché et se remettant de ses blessures, Schiller engage le détective Ed du Bois pour retrouver la trace du gang et tenter de récupérer ses biens. En 1995, Lugo jette son dévolu sur une nouvelle victime : l'homme d'affaires Frank Griga. Griga est le parfait exemple de la réussite du rêve américain, ayant bâti un empire basé sur le téléphone rose. En mai 1995, il tombe dans le piège tendu par Lugo. Celui-ci lui fait miroiter de juteux placements à l'étranger. Mais là, une dispute éclate entre Lugo et Griga. Ce dernier a le crâne fracassé. Sa compagne, découvrant son amant mort, se met à hurler. Lugo la drogue avec un tranquillisant normalement utilisé par un vétérinaire pour les chevaux, avant de l'assassiner à son tour.
C'est alors que l'étau se resserre en même temps autour de Lugo et ses comparses. Du Bois les traque depuis des mois sans relâche. Il reçoit un coup de fil du Capitaine Al Harper, de la police de Miami, qui l'a aidé dans son enquête. Il lui explique qu'il a placé sous surveillance certains individus susceptibles d'être impliqués dans l'enlèvement de l'homme d'affaires hongrois. Les suspects travaillent au Sun Gym. Au petit matin du 3 juin 1995, 75 policiers des forces de police, le SWAT et des négociateurs spécialistes de la prises d'otages s'apprêtent à délivrer un mandat d'arrêt contre Daniel Lugo, Jorge Delgado et Adrian Doorbal. Même le propriétaire du club Sun Gym, John Mese, est sur la liste des personnes à interpeller. Delgado explose de rire à la lecture de son mandat d'arrêt. Cueilli chez lui, Adrian Doorbal n'offre aucune résistance, et se rend au QG de la police volontairement. En fouillant sa maison, la police découvre pleins d'objets ramenés de la maison de Marc Schiller, y compris son album photo de sa lune de miel avec sa femme.
Mettre la main sur Daniel Lugo fut moins aisé. Il s'est déjà enfui aux Bahamas avec sa compagne. Cinq jours après l'arrestation de ses complices, il est arrêté à Nassau, et mis sur un vol commercial à destination de Miami. Sur le tarmac, un solide comité d'accueil l'attend. Accusé en juin 1995 de meurtres, extorsion, enlèvement et torture, Daniel Lugo attend avec ses complices de passer en procès, qui se déroule entre 1996 et 1998. En 1998, le cerveau du gang et Noel « Adrian » Doorbal sont condamnés chacun deux fois à la peine de mort.